# Prunella Scales
Prunella Scales, geboren als Prunella Margaret Rumney Illingworth (Sutton Abinger, 22 juni 1932), is een Brits actrice.

## Loopbaan
Scales is vooral bekend door haar rol als Sybil Fawlty in de Britse televisiekomedie Fawlty Towers en door haar televisierol als koningin Elizabeth II in A Question of Attribution, waarvoor ze in 1992 genomineerd werd voor een BAFTA Award.
Sinds het begin van de jaren zestig heeft Scales vele (voornamelijk komische) rollen gespeeld. Ze speelde gastrollen in series als Bergerac, Dalziel and Pascoe en Midsomer Murders.
In 2005 verscheen haar biografie, Prunella, geschreven door Teresa Ransom.

## Privé
Scales was van 1963 tot zijn dood in 2024 getrouwd met de ruim twee jaar jongere acteur Timothy West, met wie zij twee zonen heeft, onder wie de acteur Samuel West. In maart 2014 maakte Timothy West bekend dat zij aan een lichte vorm van alzheimer lijdt. Met hem maakte ze voor televisie een serie reisprogramma's met kanaalboten, waarin een bepaald onderwerp aan bod komt, Great Canal Journeys.

## Filmografie
- Marple: A Pocketful of Rye (televisiefilm, 2009) – Miss Effie Ramsbottom
- Helix (2006) – Gemima Barrinton-Law
- Mr Loveday's Little Outing (televisiefilm, 2006) – Lady Moping
- The Shell Seekers (televisiefilm, 2006) – Dolly Keeling
- Where the Heart Is (televisieserie) – Hattie Dymchurch (afl. "When All This Is Over", 2005)
- Casualty (televisieserie) – Jocelyn Anderson (afl. "Out with a Bang", 2004)
- Brand Spanking (2004) – stem van Morphinalax
- Looking for Victoria (televisiefilm, 2003) – presentator/Queen Victoria
- A Day in the Death of Jim Egg (televisiefilm, 2002) – rol onbekend
- Station Jim (televisiefilm, 2001) – Queen Victoria
- Silent Witness (televisieserie) – Anne Parker (afl. "Faith", 2001)
- The Ghost of Greville Lodge (2000) – Sarah
- Midsomer Murders (televisieserie) – Eleanor Bunsall (afl. "Beyond the Grave", 2000)
- The Big Knights (televisieserie) – Queen Melissa (voice-over, 1999)
- Mad Cows (1999) – Dr. Minny Stinkler
- Stiff Upper Lips (1998) – Aunt Agnes
- An Ideal Husband (1998) – Lady Markby
- The World of Peter Rabbit and Friends (televisieserie) – Mrs Tiggy-Winkle (afl. "The Tale of Mrs Tiggy-Winkle and Mr Jeremy Fisher", 1997)
- Phoenix (1997) – The Client
- Emma (televisiefilm, 1996) – Miss Bates
- Breaking the Code (televisiefilm, 1996) – Sara Turing
- Dalziel and Pascoe (televisieserie) – Edith Disney (afl. "An Advancement of Learning", 1996)
- Lord of Misrule (televisiefilm, 1996) – Shirley
- Searching (televisieserie) – Mrs Tilston (1995)
- Look at the State We're In! (miniserie, 1995) – verteller
- An Awfully Big Adventure (1995) – Rose
- Signs and Wonders (televisiefilm, 1995) – Elizabeth Palmore
- Second Best (1994) – Margery
- Wolf (1994) – Maude
- Fair Game (televisiefilm, 1994) – Marjorie
- The Rector's Wife (televisiefilm, 1994) – Marjorie Richardson
- Woodcock (televisiefilm, 1994) – Captain
- Sherwood's Travels (1994) – rol onbekend
- A Question of Attribution (televisiefilm, 1992) – H.M.Q.
- Freddie as F.R.O.7 (1992) – Queen / verschillende rollen (voice-over)
- After Henry (televisieserie) – Sarah France (20 afl., 1988–1992)
- Howards End (1992) – Aunt Juley
- My Friend Walter (televisiefilm, 1992) – Aunt Elle
- Beyond the Pale (televisiefilm, 1989) – rol onbekend
- Consuming Passions (1989) – Ethel
- Thompson (televisieserie) – rol onbekend (afl. 1.5, 1988)
- A Chorus of Disapproval (1988) – Hannah Ap Llewelyn
- The Lonely Passion of Judith Hearne (1987) – Moira O'Neill
- When We Are Married (televisiefilm, 1987) – Annie Parker
- What the Butler Saw (televisiefilm, 1987) – Mrs Prentice
- Unnatural Causes (televisieserie) – Judith (afl. "Home Cooking", 1986)
- Mapp & Lucia (televisieserie) – Miss Elizabeth Mapp (6 afl., 1985–1986)
- Absurd Person Singular (televisiefilm, 1985) – Marion Brewster-Wright
- Wagner (miniserie, 1983) – Frau Pollert
- The Wicked Lady (1983) – Lady Kingsclere
- The Merry Wives of Windsor (televisiefilm, 1982) – Mistress Page
- Outside Edge (televisiefilm, 1982) – Miriam
- Never the Twain (televisieserie) – Susan Peel (afl. "If You Knew Susan", 1982)
- S.W.A.L.K. (televisieserie) – Aunt Patty (afl. onbekend, 1982)
- Bergerac (televisieserie) – Gloria Gibbins (afl. "Unlucky Dip", 1981)
- Fawlty Towers (televisieserie) – Sybil Fawlty (12 afl., 1975, 1979)
- Doris and Doreen (televisiefilm, 1978) – Doris Rutter
- The Boys from Brazil (1978) – Mrs Harrington
- Target (televisieserie) – Diana Blake (afl. "A Good and Faithful Woman", 1978)
- The Hound of the Baskervilles (1978) – Glynis
- Pickersgill People (televisieserie) – rol onbekend (1978)
- Mr. Big (televisieserie) – Dolly (13 afl., 1977)
- BBC2 Playhouse (televisieserie) – Florence Farr (afl. "The Achurch Letters", 1977)
- Escape from the Dark (1976) – Mrs Sandman
- Play of the Month (televisieserie) – Queen Jemima (afl. "The Apple Cart", 1975)
- Decisions, Decisions (video, 1975) – rol onbekend
- Comedy Playhouse (televisieserie) – Dolly (afl. "The Big Job", 1974)
- The Big Job (televisiefilm, 1974) – Dolly
- Seven of One (televisieserie) – Marion Joyce (afl. "One Man's Meat", 1973)
- Country Matters (televisieserie) – Babs Pickard (afl. "The Ring of Truth", 1973)
- Thirty-Minute Theatre (televisieserie) – rol onbekend (afl. "Blues in the Morning", 1971)
- Jackanory (televisieserie) – verteller (5 afl., 1970)
- On the Margin (televisieserie) – rol onbekend (1966)
- Marriage Lines (televisieserie) – Kate Starling (44 afl., 1963–1966)
- Waltz of the Toreadors (1962) – Estella Fitzjohn
- Coronation Street (televisieserie) – Eileen Hughes (afl. onbekend, 1961)
- The Seven Faces of Jim (televisieserie) – rol onbekend (afl. "The Face of Genius", 1961)
- Television Playhouse (televisieserie) – Joy (afl. "The New Man", 1960)
- The Secret Garden (televisieserie) – Martha (1960)
- Room at the Top (1959) – Council Office Worker (niet op aftiteling)
- Television Playhouse (televisieserie) – Gabrielle (afl. "French for Love", 1955)
- What Every Woman Wants (1954) – Mary
- Hobson's Choice (1954) – Vicky Hobson
- The Crowded Day (1954) – Klant
- Laxdale Hall (1953) – Morag McLeod
- Pride and Prejudice (miniserie, 1952) – Lydia Bennet